# 鴻龐大學
鴻龐國際大學（越南语：／）是位於越南胡志明市的一家私立大學，成立于1997年。鴻龐大學具有15個科系，當中包括經濟、應用美術、法律、外語等。